# Ga Sangbong
Ga Sangbong (Tiếng Hàn: 상봉역, Hanja: 上鳳驛) hoặc Ga Sangbong (Bến xe buýt liên tỉnh) (Tiếng Hàn: 상봉(시외버스터미널)역, Hanja: 上鳳(市外버스터미널)驛) là ga đường sắt trên Tuyến Jungang và Tuyến Mangu ở Sangbong-dong, Jungnang-gu, Seoul. Đây là một tàu điện ngầm ga dành cho Tuyến Gyeongui–Jungang và Tàu điện ngầm Seoul tuyến 7.

## Bố trí ga

### Tuyến số 7 (B3F)
| Junghwa ↑  |
| \| N/B     |
| ↓ Myeonmok |

| Hướng Bắc | ● Tuyến 7 | ← Hướng đi Taereung · Nowon · Dobongsan · Jangam                  |
| Hướng Nam | ● Tuyến 7 | → Hướng đi Gunja · Đại học Konkuk · Xe buýt tốc hành · Seongnam → |

### Tuyến Gyeongui–Jungang, Tuyến Gyeongchun (2F)
| ↑ Jungnang/Depot Imun |              | ↑ Đại học Kwangwoon |
| １ \| ２３ \| ４５ \| |              |                     |
| Mangu ↓               | Sân ga KTX ↓ | Mangu ↓             |

| 1 | ● Tuyến Gyeongui–Jungang | Địa phương·Tốc hành       | ← Hướng đi Cheongnyangni · Wangsimni · Yongsan · Munsan                                |
| 2 | ● Tuyến Gyeongui–Jungang | Địa phương·Tốc hành       | → Hướng đi Mangu · Guri · Deokso · Yongmun →                                           |
| 3 | ● Tuyến Gyeongui–Jungang | Địa phương                | → Hướng đi Mangu · Guri · Deokso · Jipyeong →                                          |
| 4 | ● Tuyến Gyeongchun       | Địa phương·Tốc hành       | → Kết thúc tại ga này, ← Hướng đi Jungnang · Hoegi · Cheongnyangni · Đại học Kwangwoon |
| 4 | ● Tuyến Gyeongchun       | Tốc hành                  | ← Hướng đi Hoegi · Cheongnyangni                                                       |
| 4 | Tuyến Gyeongchun         | ITX-Cheongchun (Tonggeun) | ← Hướng đi Cheongnyangni · Oksu · Yongsan                                              |
| 5 | ● Tuyến Gyeongchun       | Địa phương·Tốc hành       | → Hướng đi Pyeongnae Hopyeong · Maseok · Gapyeong · Chuncheon →                        |
| 5 | Tuyến Gyeongchun         | ITX-Cheongchun (Tonggeun) | → Hướng đi Pyeongnae Hopyeong · Gapyeong · Chuncheon →                                 |

### KTX
| ↑ Cheongnyangni | ↑ Ga Sangbong | ↓ Cheongnyangni |
| \|              | １２          |                 |
| Yangpyeong ↓    | Ga Mangu ↓    | Yangpyeong ↓    |

| １ | Tuyến Gangneung Tuyến Jungang | KTX | ← Hướng đi Cheongnyangni · Seoul · Heangsin          |
| ２ | Tuyến Gangneung Tuyến Jungang | KTX | → Hướng đi Seowonju · Gangneung · Donghae · Andong → |

## Xung quanh nhà ga
- Trung tâm phúc lợi hành chính Sangbong 1-dong
- Trung tâm phúc lợi hành chính Sangbong 2-dong
- Bến xe buýt liên tỉnh Sangbong
- Junghwa Hanshin APT
- Vòng xuyến Sangbong-dong
- Trường tiểu học Seoul Sangbong
- Trung tâm An toàn Công cộng Sangbong 1-dong
- Trung tâm An toàn Công cộng Sangbong 2-dong
- Trường tiểu học Seoul Myeonmok